# Tom Udall
Tom Udall (Tucson, 1948. május 18. –) az Amerikai Egyesült Államok Új-Mexikó államának szenátora.